# Centrum Elektronicznych Usług Płatniczych eService
Centrum Elektronicznych Usług Płatniczych eService Sp. z o.o. – polskie przedsiębiorstwo świadczące usługi płatnicze i rozwiązania e- commerce, założone w 1999 roku z siedzibą w Warszawie. Jest jednym z wiodących dostawców rozwiązań płatniczych w Polsce i największym agentem rozliczeniowym w Europie Środkowo-Wschodniej. W roku 2023 firma obsługiwała ponad 570 tys. terminali płatniczych, w rekordowym okresie rozliczając 1,7 mln transakcji na godzinę.
Usługi spółki obejmują m.in.:
- płatności internetowe i mobilne
- terminale płatnicze
- rozwiązania dla e-commerce

eService umożliwia dokonywanie transakcji kartowych VISA, MasterCard, American Express, Diners Club International, Discover, Union Pay oraz JCB w sklepach oraz punktach usługowych – mobilnych i stacjonarnych.

## Historia

### Początki i rozwój (1999-2010)
Spółka eService powołana została 13 sierpnia 1999 roku z inicjatywy PKO Banku Polskiego S.A. oraz Banku Śląskiego S.A., z których każdy posiadał połowę udziałów. Działalność operacyjną rozpoczęła w listopadzie 2000 roku jako dostawca usług płatniczych, skupiając się na technologiach internetowych i elektronicznych. eService oferowało wtedy terminale typu POS, dostosowane do akceptacji kart mikroprocesorowych i do weryfikacji kodu PIN. Jako osobne przedsiębiorstwo (spółka akcyjna) została zarejestrowana 26 listopada 2001. W kwietniu 2001 roku PKO Banku Polski odkupił udziały od Banku Śląskiego S.A. stając się jedynym właścicielem eService. Jako pierwsze centrum rozliczeniowe w kraju, wprowadziła w 2007 roku czytniki kart bezstykowych.

### Ekspansja i ewolucja spółki (2011-2015)
W lipcu 2013 udział eService w ogólnej wartości płatności kartowych dokonywanych w Polsce wyniósł ponad 30 proc. 7 listopada 2013 roku PKO Bank Polski S.A. zawarło umowę z EVO Payments International Acquisition GmbH dotyczącej nabycia przez nią udziałów w eService. W jej wyniku 31 grudnia 2013 roku eService S.A. przekształcono w spółkę z ograniczoną odpowiedzialnością.

### Rozwój międzynarodowy (od 2016)
W 2016 roku eService skoncentrowało się na rozwijaniu ekspansji międzynarodowej prowadząc działalność, m.in. w Czechach, Słowacji, Węgrzech, Gibraltarze czy Rumunii. Firma wprowadziła także szereg nowych produktów i usług, takich jak płatności mobilne i portfele elektroniczne.

## Partnerstwa
W listopadzie 2013 roku główny udziałowiec – PKO Bank Polski S.A. – zawarł umowę dotyczącą sprzedaży 66 procent udziałów eService na rzecz EVO Payments International Acquisition GmbH – spółki zależnej amerykańskiej firmy EVO Payments International, LLC. Celem strategicznym był rozwój spółki na rynku polskim i zagranicznym.
Oprócz tego, w marcu 2018 roku z inicjatywy eService, PKO Banku Polskiego S.A., Poczty Polskiej i Orange została zawiązana Koalicja liderów na rzecz Polski bezgotówkowej, która wspierała małe i średnie przedsiębiorstwa decydujące się na skorzystanie z oferty darmowych terminali płatniczych w ramach Programu Polska Bezgotówkowa.

## Zmiany właścicielskie
Centrum Elektronicznych Usług Płatniczych eService Sp. z o.o. było częścią notowanej na NASDAQ grupy EVO Payments International (66 proc.) oraz PKO Banku Polskiego S.A. (34 proc.) do czasu zmian właścicielskich w 2023 roku.
Global Payments Inc, międzynarodowa amerykańska firma dostarczająca usługi na rynku finansowym oraz zajmująca miejsce w rankingu Fortune 500, przejęła EVO Payments.

## Polska Bezgotówkowa
eService od lutego 2018 roku bierze udział w Programie Wsparcia Obrotu Bezgotówkowego – „Polska Bezgotówkowa”, w ramach którego udostępnia swoją ofertę dla mikro, małych i średnich przedsiębiorstw.
W październiku tego samego roku, projekt został skierowany również do sektora publicznego. Od tego czasu do programu mogą przystępować podmioty działające w sektorze administracji publicznej oraz skarbowej, jednostki samorządu terytorialnego, sądy czy jednostki publicznej służby zdrowia.

## Zarząd
Prezesi eService:
- Jan Szewc – współzałożyciel i prezes eService (1999 – 2002)
- Marek Paradowski – Prezes eService (2002-2017) – 15 lat
- Joanna Seklecka (2017 – obecnie)